# Antoni Zbigniew Kołakowski
Antoni Zbigniew Kołakowski (ur. 13 czerwca 1950 w Olsztynie, zm. 24 maja 2018) – polski lekarz, specjalista w zakresie ortopedii i traumatologii, działacz społeczny.

## Wykształcenie
W 1968 ukończył w I Liceum Ogólnokształcącym im. Adama Mickiewicza w Olsztynie. W latach 1969–1975 studiował na Wydziale Lekarskim Akademii Medycznej (obecnie: Uniwersytet Medyczny) w Białymstoku. Po uzyskaniu dyplomu lekarza, został zatrudniony w Wojewódzkim Szpitalu Specjalistycznym (WSZ) w Olsztynie, gdzie odbył staż podyplomowy, wyspecjalizował się i przepracował całe swoje życie zawodowe.
Pod kierunkiem prof. Stefana Bołoczki, w 1978 zdał egzamin na pierwszy stopień specjalizacji z zakresu chirurgii urazowo-ortopedycznej, a w 1981 – na drugi stopień. Ponadto, w 1985 uzyskał pierwszy stopień specjalizacji z medycyny społecznej, a w 1987 – drugi stopień z organizacji ochrony zdrowia. Odbył liczne szkolenia krajowe i zagraniczne w Europie, Azji i w Ameryce Północnej.

## Zatrudnienie
W latach 1984–1993 był zatrudniony na stanowisku zastępcy dyrektora ds. lecznictwa WSZ w Olsztynie oraz zastępcy ordynatora Oddziału Chirurgii Ortopedyczno-Urazowej (Oddziału Ortopedii i Chirurgii Urazowej). W latach 1993–1995 był kierownikiem Bloku Operacyjnego, a w 1995-1999 lekarzem naczelnym WSZ. Jednocześnie pracował na oddziale jako lekarz, wykonując zabiegi operacyjne i dyżurując.
W 1999 po wygraniu konkursu, objął stanowisko ordynatora Oddziału Chirurgii Ortopedyczno-Urazowej WSZ w Olsztynie. Funkcję tę pełnił do listopada 2012, kiedy przeszedł na emeryturę i został lekarzem kontraktowym na Klinicznym Oddziale Chirurgii Urazowej, Ortopedii i Chirurgii Kręgosłupa WSZ.

## Osiągnięcia
W czasie jego ordynatorskiej kadencji, na oddziale rozpoczęto wykonywanie endopotezoplastyk stawu kolanowego (2002), wykonano pierwszy zabieg na kręgosłupie z użyciem orthonawigacji (5 sierpnia 2006), wykonano pierwszy zabieg założenia ruchomej protezy krążka międzykręgowego w odcinku lędźwiowym kręgosłupa (2007), wykonano pierwszy zabieg zespolenia miednicy 360 stopni (2009), wykonano pierwszą w województwie operację odbarczenia struktur nerwowych i stabilizacji chorego odcinka kręgosłupa poprzez przezskórne wprowadzenie implantów MIS Minimal Invasive Surgery (25 października 2010).
Był kierownikiem specjalizacji w zakresie chirurgii urazowo-ortopedycznej kilku lekarzy, autorem lub współautorem siedmiu publikacji i szeregu wystąpień na zjazdach, dniach ortopedycznych i sympozjach Polskiego Towarzystwa Ortopedycznego i Traumatologicznego (PTOiTr).

## Działalność społeczna
Uczestniczył w powołaniu Oddziału Warmińsko-Mazurskiego PTOiTr. Przez 4 kadencje był jego prezesem i przez kilka kadencji wiceprezesem lub członkiem zarządu.
Był organizatorem sześciu kolejnych sympozjów naukowo-szkoleniowych „Zima Ortopedyczna” oraz współorganizatorem „Dni Ortopedycznych w Mrągowie i Sympozjum Spondyloortopedii” PTOiTr w Waplewie k. Olsztyna.
Uczestniczył w powołaniu Warmińsko-Mazurskiej Izby Lekarskiej. Był delegatem swojego rejonu wyborczego na dwa zjazdy. Przez pierwszą kadencję był zastępcą rzecznika odpowiedzialności zawodowej.
Był prezesem olsztyńskiego Stowarzyszenia Wspierania Ortopedii im. Stefana Bołoczko.

## Odznaczenia i wyróżnienia
- Złota Odznaka „Zasłużony dla Warmii i Mazur”[14];
- Srebrny Krzyż Zasługi (1995)[14];
- Złoty Krzyż Zasługi (2004)[15];
- III miejsce w kategorii „Najlepszy Oddział Ortopedyczny w Polsce” w rankingu tygodnika Wprost (2006)[9];
- Odznaka „Zasłużony Lekarz Warmii i Mazur” (2016)[16];
- Wyróżniony pośmiertnie certyfikatem „Ikona Olsztyńskiej Medycyny” za wybitne osiągnięcia w tworzeniu nowoczesnej medycyny na terenie Olsztyna oraz Warmii i Mazur (2022)[6].

## Prywatnie
Żona Barbara – lekarka, specjalistka w zakresie laryngologii, córka Aleksandra, syn Przemysław – lekarz specjalista w zakresie ortopedii i traumatologii. Z Olsztyna, wraz z rodziną, dr Kołakowski przeprowadził się do Stawigudy. Był kibicem sportowym, szczególnie siatkówki i piłki nożnej. W ramach rekreacji uprawiał sporty – spływy kajakowe, jazda skuterem i koszenie trawy.